# Kastamonu (Provinz)
Kastamonu ist eine Provinz der Türkei. Ihre Hauptstadt ist das gleichnamige Kastamonu.
Die Provinz grenzt an die Provinzen Sinop im Osten, Çorum im Südosten, Çankırı im Südwesten sowie Karabük und Bartın im Westen.

## Verwaltungsgliederung
Die Provinz gliedert sich in 20 Landkreise (İlçe):
| Kreis- code 1        | Landkreis (İlçe)     | Fläche 2 (km²) | Bevölkerung (2020) 3 | Bevölkerung (2020) 3       | Anzahl der Einheiten   | Anzahl der Einheiten  | Anzahl der Einheiten | Bevölke- rungs- dichte (Ew./km²) | städt. Anteil (in %) | Sex Ratio 4 | Grün- dungs- datum 5, 6 |
| Kreis- code 1        | Landkreis (İlçe)     | Fläche 2 (km²) | Landkreis (İlçe)     | Verwal- tungssitz (Merkez) | Gemein- den (Belediye) | Stadt- viertel (Mah.) | Dörfer (Köy)         | Bevölke- rungs- dichte (Ew./km²) | städt. Anteil (in %) | Sex Ratio 4 | Grün- dungs- datum 5, 6 |
| -------------------- | -------------------- | -------------- | -------------------- | -------------------------- | ---------------------- | --------------------- | -------------------- | -------------------------------- | -------------------- | ----------- | ----------------------- |
| 1101                 | Abana                | 28             | 4.049                | 3.321                      | 1                      | 5                     | 10                   | 144,6                            | 82,02                | 936         | 1968                    |
| 1867                 | Ağlı                 | 225            | 3.045                | 2.121                      | 1                      | 10                    | 13                   | 13,5                             | 69,66                | 986         | 1990                    |
| 1140                 | Araç                 | 1446           | 18.149               | 6.445                      | 1                      | 6                     | 119                  | 12,6                             | 35,51                | 993         |                         |
| 1162                 | Azdavay              | 759            | 7.268                | 3.290                      | 1                      | 4                     | 49                   | 9,6                              | 45,27                | 981         | 1946                    |
| 1208                 | Bozkurt              | 308            | 9.620                | 5.635                      | 1                      | 5                     | 32                   | 31,2                             | 58,58                | 974         | 1968                    |
| 1221                 | Cide                 | 652            | 21.919               | 10.630                     | 1                      | 16                    | 75                   | 33,6                             | 48,50                | 1031        |                         |
| 1238                 | Çatalzeytin          | 272            | 7.299                | 3.173                      | 1                      | 2                     | 41                   | 26,8                             | 43,47                | 984         | 1954                    |
| 1264                 | Daday                | 843            | 8.217                | 2.865                      | 1                      | 4                     | 60                   | 9,7                              | 34,87                | 1008        |                         |
| 1277                 | Devrekani            | 715            | 12.341               | 6.144                      | 1                      | 8                     | 54                   | 17,3                             | 49,79                | 1002        | 1944                    |
| 1915                 | Doğanyurt            | 193            | 5.638                | 1.013                      | 1                      | 2                     | 25                   | 29,2                             | 17,97                | 974         | 1990                    |
| 1940                 | Hanönü               | 417            | 4.137                | 2.134                      | 1                      | 3                     | 20                   | 9,9                              | 51,58                | 982         | 1990                    |
| 1805                 | İhsangazi            | 445            | 5.219                | 2.762                      | 1                      | 10                    | 23                   | 11,7                             | 52,92                | 1048        | 1987                    |
| 1410                 | İnebolu              | 417            | 20.877               | 10.484                     | 1                      | 14                    | 77                   | 50,1                             | 50,22                | 1033        |                         |
| 1450                 | Kastamonu Merkez     | 1.847          | 151.500              | 124.018                    | 1                      | 20                    | 177                  | 82,0                             | 81,86                | 941         |                         |
| 1499                 | Küre                 | 406            | 5.669                | 2.614                      | 1                      | 4                     | 34                   | 14,0                             | 46,11                | 1007        | 1926                    |
| 1836                 | Pınarbaşı            | 546            | 5.756                | 2.436                      | 1                      | 6                     | 27                   | 10,5                             | 42,32                | 908         | 1987                    |
| 1984                 | Seydiler             | 233            | 4.196                | 2.756                      | 1                      | 10                    | 15                   | 18,0                             | 65,68                | 932         | 1990                    |
| 1845                 | Şenpazar             | 252            | 4.402                | 1.614                      | 1                      | 7                     | 23                   | 17,5                             | 36,67                | 1013        | 1987                    |
| 1666                 | Taşköprü             | 1758           | 37.439               | 16.851                     | 1                      | 14                    | 126                  | 21,3                             | 45,01                | 1041        |                         |
| 1685                 | Tosya                | 1.302          | 39.637               | 28.596                     | 1                      | 23                    | 54                   | 30,4                             | 72,14                | 1066        |                         |
| PROVINZ 47 Kastamonu | PROVINZ 47 Kastamonu | 13.064         | 376.377              |                            | 20                     | 173                   | 1054                 | 28,8                             | 63,47                | 1010        |                         |

Bemerkenswert ist, dass es in jedem Kreis nur eine Belediye (Gemeinde) gibt – nämlich die Kreisstadt (İlçe Merkezi).

## Bevölkerung

### Ergebnisse der Bevölkerungsfortschreibung
Nachfolgende Tabelle zeigt die jährliche Bevölkerungsentwicklung nach der Fortschreibung durch das 2007 eingeführte adressierbare Einwohnerregister (ADNKS). Zusätzlich sind die Bevölkerungswachstumsrate und das Geschlechterverhältnis (Sex Ratio d. h. Anzahl der Frauen pro 1000 Männer) aufgeführt. Der Zensus von 2011 ermittelte 360.694 Einwohner, das sind fast 15.000 Einwohner weniger als zum Zensus 2000.

| Jahr | Bevölkerung am Jahresende | Bevölkerung am Jahresende | Bevölkerung am Jahresende | Wachstums- rate der Be- völkerung (in %) | Geschlechter verhältnis (Frauen auf 1000 Männer) | Rang (unter den 81 Provinzen) |
| Jahr | gesamt                    | männlich                  | weiblich                  | Wachstums- rate der Be- völkerung (in %) | Geschlechter verhältnis (Frauen auf 1000 Männer) | Rang (unter den 81 Provinzen) |
| ---- | ------------------------- | ------------------------- | ------------------------- | ---------------------------------------- | ------------------------------------------------ | ----------------------------- |
| 2020 | 376.377                   | 187.264                   | 189.113                   | −0,80                                    | 1010                                             | ?                             |
| 2019 | 379.405                   | 189.247                   | 190.158                   | −1,04                                    | 1005                                             | ?                             |
| 2018 | 383.373                   | 191.431                   | 191.942                   | 2,95                                     | 1003                                             | 51                            |
| 2017 | 372.373                   | 184.289                   | 188.084                   | −1,21                                    | 1021                                             | 51                            |
| 2016 | 376.945                   | 188.039                   | 188.906                   | 1,16                                     | 1005                                             | 50                            |
| 2015 | 372.633                   | 184.585                   | 188.048                   | 1,01                                     | 1019                                             | 50                            |
| 2014 | 368.907                   | 183.564                   | 185.343                   | 0,22                                     | 1010                                             | 50                            |
| 2013 | 368.093                   | 183.188                   | 184.905                   | 2,30                                     | 1009                                             | 50                            |
| 2012 | 359.808                   | 177.647                   | 182.161                   | 0,01                                     | 1025                                             | 50                            |
| 2011 | 359.759                   | 177.666                   | 182.093                   | −0,41                                    | 1025                                             | 50                            |
| 2010 | 361.222                   | 178.875                   | 182.347                   | 0,39                                     | 1019                                             | 50                            |
| 2009 | 359.823                   | 177.152                   | 182.671                   | −0,17                                    | 1031                                             | 50                            |
| 2008 | 360.424                   | 176.832                   | 183.592                   | 0,02                                     | 1038                                             | 50                            |
| 2007 | 360.366                   | 176.954                   | 183.412                   | −                                        | 1036                                             | 50                            |
| 2000 | 375.476                   | 181511                    | 193.965                   |                                          | 1069                                             | 51                            |

### Volkszählungsergebnisse
Nachfolgende Tabellen geben den bei den 14 Volkszählungen dokumentierten Einwohnerstand der Provinz Kastamonu wieder.
Die Werte der linken Tabelle sind E-Books (der Originaldokumente) entnommen, die Werte der rechten Tabelle entstammen der Datenabfrage des Türkischen Statistikinstituts TÜIK – abrufbar über diese Webseite:
| Jahr | Bevölkerung | Bevölkerung | Rang |
| Jahr | Provinz     | Türkei      | Rang |
| ---- | ----------- | ----------- | ---- |
| 1927 | 336.501     | 13.648.270  | 8    |
| 1935 | 361.191     | 16.158.018  | 12   |
| 1940 | 369.847     | 17.820.950  | 14   |
| 1945 | 385.410     | 18.790.174  | 15   |
| 1950 | 412.016     | 20.947.188  | 17   |
| 1955 | 402.557     | 24.064.763  | 19   |
| 1960 | 433.620     | 27.754.820  | 24   |

| Jahr | Bevölkerung | Bevölkerung | Rang |
| Jahr | Provinz     | Türkei      | Rang |
| ---- | ----------- | ----------- | ---- |
| 1965 | 441.638     | 31.391.421  | 29   |
| 1970 | 446.601     | 35.605.176  | 35   |
| 1975 | 438.243     | 40.347.719  | 38   |
| 1980 | 450.946     | 44.736.957  | 40   |
| 1985 | 450.353     | 50.664.458  | 43   |
| 1990 | 423.611     | 56.473.035  | 46   |
| 2000 | 375.476     | 67.803.927  | 51   |

Anzahl der Provinzen bezogen auf die Censusjahre:
- 1927, 1940 bis 1950: 63 Provinzen
- 1935: 57 Provinzen
- 1955: 67 Provinzen
- 1960 bis 1985: 73 Provinzen
- 1990: 73 Provinzen
- 2000: 81 Provinzen

## Persönlichkeiten
- Rıfat Ilgaz (1911–1993), türkischer Schriftsteller. Besonders durch die Verfilmung seines Romans Hababam Sınıfı ist er in der Türkei populär und präsent.